# Provincia Central (Sri Lanka)

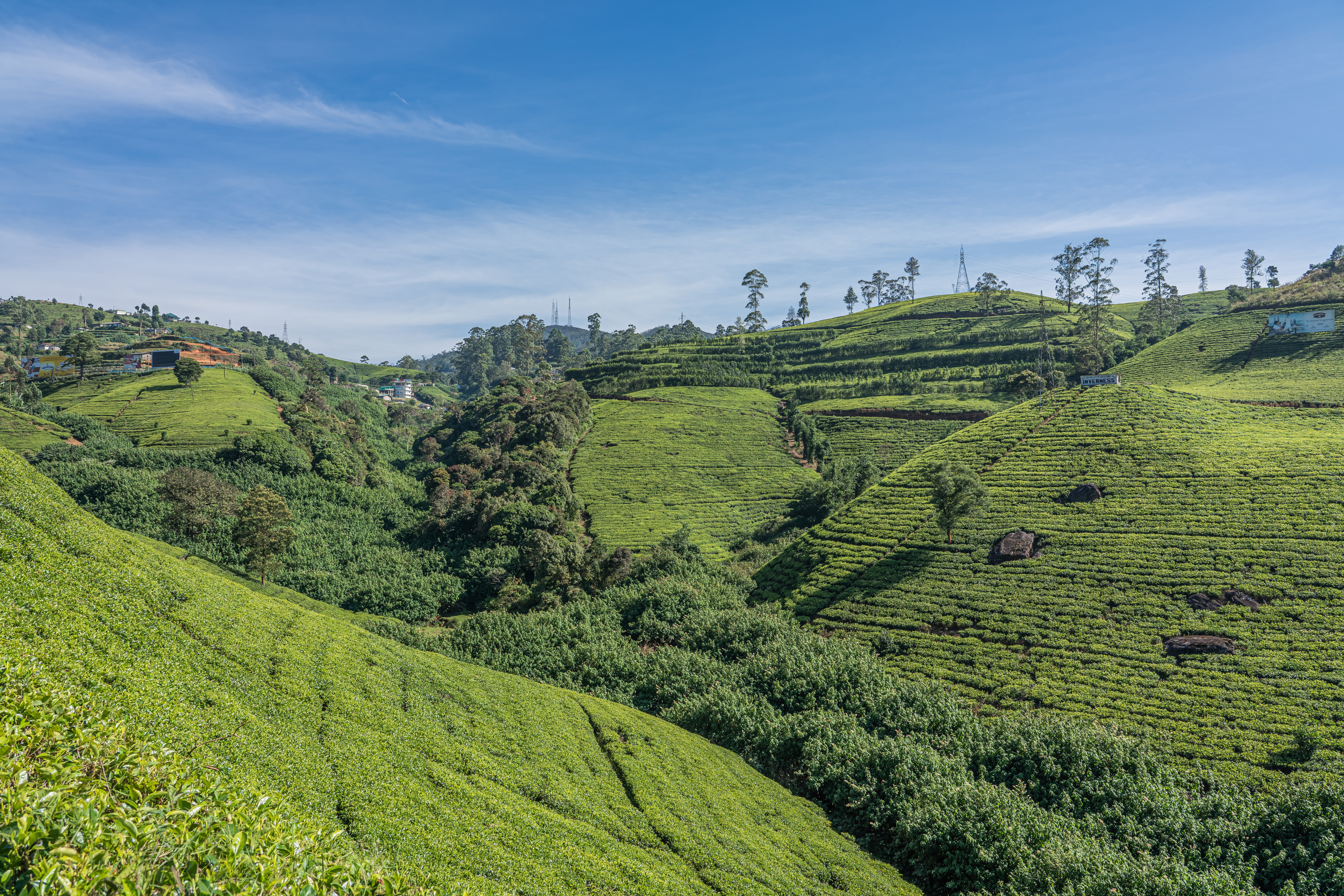
Provincia central, Sri Lanka.

Central (Cingalés: මධ්‍යම පළාත Madhyama Palata; tamil: மத்திய மாகாணம் Madhiya Maakaanam) es una provincia de Sri Lanka. Su capital es Kandy y la provincia tiene 2.558.716 habitantes (2011).

## Geografía
En Central se ubican los más altos montes de Sri Lanka, entre los cuales se destacan el pico Adán (2243 M.) y el Pidurutalagala (2534 M.). Las áreas montañosas se terminan en un gran valle.
Las ciudades importantes son: Kandy, la capital; Nuwara Eliya, Matale, Gampola y Bandarawela.

## Población
La población se compone de cingaleses e indios tamileses. También hay minorías de británicos, portugueses y algunos hispanos.

## Divisiones administrativas
La provincia Central se divide en tres distritos:
- Matale
- Kandy
- Nuwara Eliya

## Clima
El clima es relativamente frío y muchas áreas sobre los 1500 metros tienen, a menudo, noches frescas. Las precipitaciones son muy constantes ya que en algunos lugares suelen caer más de 7000 milímetros de lluvia por año. Las temperaturas varían de 24 °C en Kandy a 16 °C en Nuwara Eliya, ciudades situadas a 1889 metros sobre el nivel del mar.